# 爱德华·兰斯代尔
爱德华·兰斯代尔（Edward Geary Lansdale，1908年2月6日—1987年2月23日）是一位美国空军军官，任职于戰略情報局和中央情报局。军阶升至少将，1963年获得服役优异勋章。他是美国在冷战中采取强硬行动的早期建议者。他出生于密歇根州底特律，去世于弗吉尼亚州McLean，埋葬在阿灵顿国家公墓。他曾2次结婚，與第一任妻子生了2个儿子。北越王牌間諜范春安曾在蘭斯代爾手下受訓。